# Puimanyons
Puimanyons, Pumanyons o Puigmanyons (Puigmañons en 1845), son formas que reflejan fielmente el habla local, es un pueblo del municipio de La Puebla de Segur, en el Pallars Jussá en la provincia de Lérida.

## Situación
Está situado sobre una colina a menos de un kilómetro al suroeste de la villa de La Puebla de Segur. Es accesible por una breve pista que sube desde el polígono industrial y de servicio que hay al sur de la villa. La pista arranca del extremo sur donde se encuentran las piscinas municipales.

## Toponimia
Tal y como establece Joan Coromines (op. cit.), el topónimo Puigmanyons es un híbrido: la primera raíz, monte, procede del latín podium (elevación), y la segunda, manyons, del germano mannons, genitivo de Manno, nombre propio.
Sería, pues, el Puig d'en Manyó, refiriéndose a un establecimiento alto medieval, a partir del cual se formó el pueblo.

## Historia

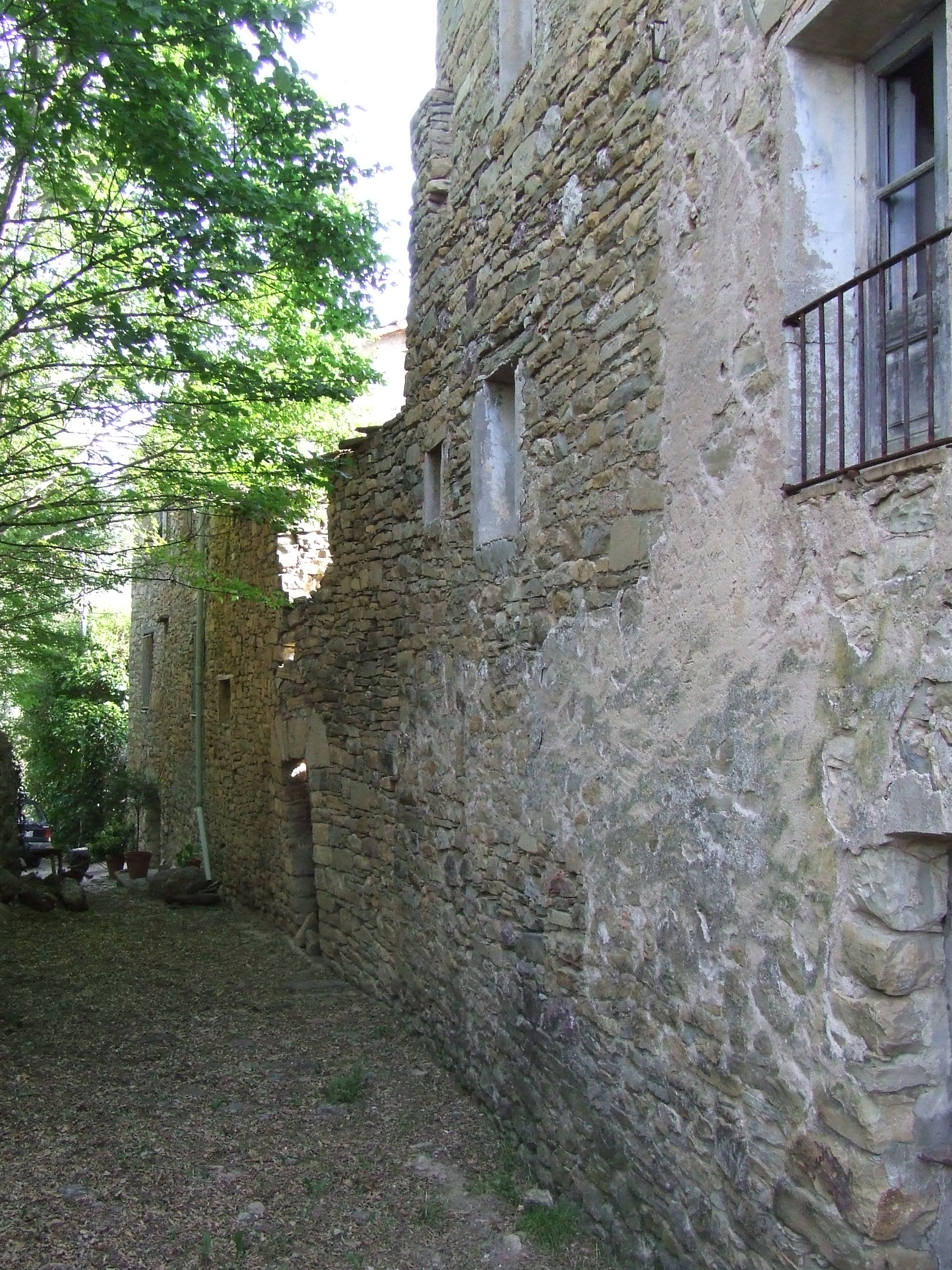
Callé única de la población con las casas abandonadas.

El castillo de Puimanyons, del cual quedan algunos restos, ya se encuentra mencionado en el siglo XI (años 1066 y 1072), en unas definiciones de castillos hechas por el conde Artau I de Pallars Sobirá al conde Ramon V de Pallars Jussá, donde se mencionan los castillos de Reguard, Toralla, Tendrui y Erill, entre otros.
En 1718 tenía 13 casas y 45 habitantes.
En el Diccionario geográfico ... de Pascual Madoz, publicado en 1845, Puigmañons consta como agregado de Serradell, la villa, dice Madoz:

es sobre una colina en medio de la plana, bien ventilado y con clima sano. Formaban el pueblo cinco casas, con una capilla dedicada a San Jaime Apóstol, anexa a la parroquia de Toralla, y con cementerio cercano a la población. Una fuente bastante separada del pueblo provee a sus habitantes de agua, lo que hace que los habitantes de Puimanyons se sirvan sobre todo de una cisterna que hay junto a las casas, y para abrevar el ganado, disponen de dos acequias. El terreno es plano y flojo, y hay más de 150 jornales de regadío. Se producía trigo, vino de mala calidad, legumbres, patatas y hortalizas. También lana y seda. El ganado es sobre todo de ovejas. También hay un telar de ropa ordinaria. La población estaba formada por 3 vecinos (cabezas de familia) y 25 almas (habitantes).

En 1970 aún conservaba once habitantes, y en el 2000, una sola casa habitada, Casa Taló, en la que en 2005 constan tres habitantes. Casa Pardes, Casa Tarraquet, Casa Roi y Casa Aiguader están abandonadas y, algunas de ellas, en ruinas. Completaban el núcleo la iglesia de San Cristóbal y el caserón del Castillo, que conserva restos del antiguo castillo del lugar.
El pueblo y su antiguo término habían sido dominio de los barones de Claret.

## Patrimonio
Su iglesia, antiguamente perteneciente a la de Santa María de Toralla, está dedicada a San Cristóbal y es románica. Actualmente pertenecería a la agrupación de parroquias portada por el rector de la Virgen de la Ribera de La Puebla de Segur, pero como tiene el techo derruido, está en desuso.